# I Will Follow
I Will Follow – piosenka rockowej grupy U2, otwierająca ich debiutancki album, Boy. Autorami utworu są Adam Clayton, Bono, Larry Mullen i The Edge. Jednak głównym jego twórcą jest Bono, który napisał go po tym jak stracił matkę. Piosenka została wydana jako singel i szybko stała się ulubionym utworem fanów wykonywanym na żywo; jest to jedyna piosenka, którą zespół wykonuje podczas każdej trasy koncertowej od czasu wydania pierwszego albumu.
Drugie wydanie singla „I Will Follow” było wersją nagraną na żywo, dostępną w Niemczech i Holandii. Trzecie wydanie singla, dostępne w Stanach Zjednoczonych, zawierało utwór w wersji z albumu Under a Blood Red Sky, i zostało wydane w 1983 roku.
Piosenka jest jednym z największych hitów zespołu i jednym z najczęściej wykonywanych utworów na żywo przez grupę. Została zagrana ponad blisko 830 razy. Utwór był wykonywany podczas każdej trasy koncertowej, z wyjątkiem Zoo TV. The Edge zawsze grał go na swojej ulubionej gitarze Gibsonie Explorerze. Jedynymi wyjątkami były występy w ramach tras Lovetown Tour i PopMart Tour, wtedy The Edge grał na gitarach Fender Stratocaster oraz Gibson Les Paul Custom.
„I Will Follow” znalazł się na albumach: Live from Boston 1981, Under a Blood Red Sky, Live from the Point Depot, Popmart: Live from Mexico City i Elevation: Live from Boston. Utwór znalazł się również na bonusowym DVD, dołączonym do U218 Singles, a także jako bonusowa piosenka na brytyjskim i australijskim wydaniu CD.
Zespół wykonał piosenkę w 2004 roku, podczas swojego występu w programie Saturday Night Live.

## Lista utworów
Źródło
Singiel 7" (Wlk. Brytania, Irlandia, Australia, Nowa Zelandia)
1. „I Will Follow” (wersja z albumu) – 3:37
2. „Boy/Girl” (na żywo z Londynu, 22 września 1980) – 3:24

Singiel 7" (USA, Kanada)
Źródło
1. „I Will Follow” (wersja z albumu) – 3:37
2. „Out of Control” (na żywo z Bostonu, 6 marca 1981) – 4:25

Singiel 7" (Holandia, Niemcy)
Źródło
1. „I Will Follow” (na żywo z Hattem, 14 maja 1982) – 3:51
2. „Gloria” (wersja z albumu) – 4:12

Na okładce widnieje zdjęcie Bono, który trzyma białą flagę z logo „U2”, zrobione w 1982 na belgijskim festiwalu Werchter.
Singiel 7" (USA)
Źródło
1. „I Will Follow” (na żywo z Niemiec, 20 sierpnia 1983) – 3:40
2. „Two Hearts Beat as One” (Import Mix) – 3:42

Singiel promujący na rynku amerykańskim album koncertowy Under a Blood Red Sky.

## Listy przebojów

### Wydanie 1981
| Rok  | Singel          | Kraj/Lista                                 | Pozycja |
| ---- | --------------- | ------------------------------------------ | ------- |
| 1981 | „I Will Follow” | Stany Zjednoczone (Mainstream Rock Tracks) | #20     |

### Wydanie 1982
| Rok  | Singel          | Kraj/Lista                    | Pozycja |
| ---- | --------------- | ----------------------------- | ------- |
| 1982 | „I Will Follow” | Holandia (Netherlands Top 40) | #12     |

### Wydanie 1983
| Rok  | Singel          | Kraj/Lista                            | Pozycja |
| ---- | --------------- | ------------------------------------- | ------- |
| 1984 | „I Will Follow” | Stany Zjednoczone (Billboard Hot 100) | #81     |

## Interpretacje
Cover tego utworu stworzyła amerykańska grupa muzyczna Fear Factory wykonująca industrial death metal, która wydała utwór na wydawnictwie Transgression (2005).